# 大脇里村ゼミナール
大脇里村ゼミナール（おおわきさとむらゼミナール）は、吉本興業（よしもとクリエイティブ・エージェンシー）所属のお笑いコンビである。2004年1月結成、2008年12月解散。baseよしもとに出演していた。大阪NSC25期生。
M-1グランプリ2004準決勝までアマチュア名義で進出

## メンバー
- 大脇拓平（おおわき たくへい、1980年2月29日 - ）　ツッコミ担当。立ち位置は向かって左。

解散後はピン芸人として活動し、一時期『ダイナミック大脇』を名乗っていた。
2010年からはSAKUとウ・キリュウとともに『亜修羅→あしゅら』を結成しトリオとして活動していたが、2012年に解散し『グイグイ大脇』の名で再びピン芸人として活動中。
- 里村仁志（さとむら ひとし、1978年5月20日 - ）　ボケ担当。立ち位置は向かって右。

血液型：O型。
趣味：パソコン、ゲーム。
かなりのオタク。ネタで使用するゲームのソフトを、中身は全くネタで使用しないにもかかわらず、わざわざ作っている。
清水けんじ曰く「眼鏡を取るとまあまあ男前」。
舞台衣装はサーカスの団長風の格好。
近畿大学物理工学部卒業。
ジャルジャルの福徳秀介と大変仲が悪い。理由は、楽屋で福徳が芸人特有のちょっとしたコントのつもりで里村を何回も小突いた際、それをしつこく感じた里村の怒りが爆発して福徳の腹を蹴り返し、身の危険を感じて逃げた福徳を追いかけまわして大喧嘩になったからである。
現在は放送作家として活動。

## 受賞歴等
- 2004年 第4回M-1グランプリ準決勝進出
- 2007年 第7回M-1グランプリ準決勝進出
- 2008年 第9回笑わん会最優秀賞

## 出演番組
- 爆笑オンエアバトル（NHK総合） - 戦績0勝3敗、最高413KB
- 麒麟の部屋（毎日放送）
- オールザッツ漫才（毎日放送）
- ジャイケルマクソン（毎日放送）
- 痛快!明石家電視台（毎日放送）
- 鉄筋base（関西テレビ）
- マヨブラ流（読売テレビ）
- よしもとサンサンTV（サンテレビジョン）
- 大阪発疾走ステージ WEST WIND（NHK大阪、2008年9月28日）